# Монахан
Монахан (енгл. Monaghan, ир. Muineachán) је град у Републици Ирској, у северном делу државе. Град је у саставу истоименог округа округа Монахан и представља његово седиште и највећи град.

## Природни услови
Град Монахан се налази у средишњем делу ирског острва и северном делу Републике Ирске и припада покрајини Алстер. Државна граница са Северном Ирском налази се 8 километара. Град је удаљен 130 километара северно од Даблина. 
Монахан је смештен у равничарском подручју средишње Ирске. У граду нема водотокова, али река Блеквотер прориче 8 километара источно од града. Надморска висина средишњег дела града је 60 метара.
Клима: Клима у Монахану је умерено континентална са изразитим утицајем Атлантика и Голфске струје. Стога град одликује блага и веома променљива клима.

## Историја
Подручје Монахана било насељено већ у време праисторије. У раном средњем веку било је у поседу Викинга. Дато подручје је освојено од стране енглеских Нормана у крајем 12. века.
Током 16. и 17. века Монахан је учествовао у бурним временима око борби за власт над Енглеском. Ово је оштетило градску привреду. Међутим, прави суноврат привреде града десио се средином 19. века у време ирске глади. Истовремено, град је био једно од средишта ирског народног препорода, темеља данашње ирске државе.
Монахан је од 1921. године у саставу Републике Ирске. Опоравак града започео је тек последњих деценија, када је Монахан поново забележио нагли развој и раст.

## Становништво
Према последњим проценама из 2011. године. Монахан је имао око 6 хиљада становника у граду и око 8 хиљада у широј градској зони. Последњих година број становника у граду се повећава.

## Привреда
Монахан је био традиционално занатско и трговачко средиште. Традиционална производња везује се шумарство и производњу намештаја.

## Збирка слика
- саборна Црква св. Патрика у Монахану
- Црквени трг у средишту Монахана
- Споменик Розмор